# Besalú
Besalú es un municipio y localidad española de la provincia de Gerona, en la comunidad autónoma de Cataluña. Perteneciente a la  comarca de La Garrocha, cuenta con una población de 2583 habitantes (INE 2024). La localidad es un centro turístico gracias a su arquitectura medieval. Cuenta con una extensión de 4,92 km².

## Topónimo
El nombre original era Bisuldunum y como el nombre indica, era una fortaleza entre dos ríos: el Fluviá al sur y el Capellades al norte.

## Geografía
Integrado en la comarca de La Garrocha, se sitúa a 35 kilómetros de la capital provincial. El término municipal está atravesado por la autovía Pirenaica (A-26), por la carretera nacional N-260 entre los pK 62 y 64, por la carretera autonómica C-66 y por una carretera local que se dirige hacia Beuda.  
El término municipal limita con los siguientes municipios:
| Noroeste: Sant Ferriol | Norte: Beuda      | Noreste: Beuda        |
| Oeste: Sant Ferriol    |                   | Este: Beuda           |
| Suroeste: Sant Ferriol | Sur: Sant Ferriol | Sureste: Sant Ferriol |

La ciudad se encuentra en el centro del término municipal. Atraviesan el término dos ríos, el Capellada al norte y el Fluviá al sur, al pie de un cerro.La altitud oscila entre los 230 metros al sur y los 120 metros a orillas del rio Fluvià. El pueblo se alza a 138 metros sobre el nivel del mar. 

## Historia

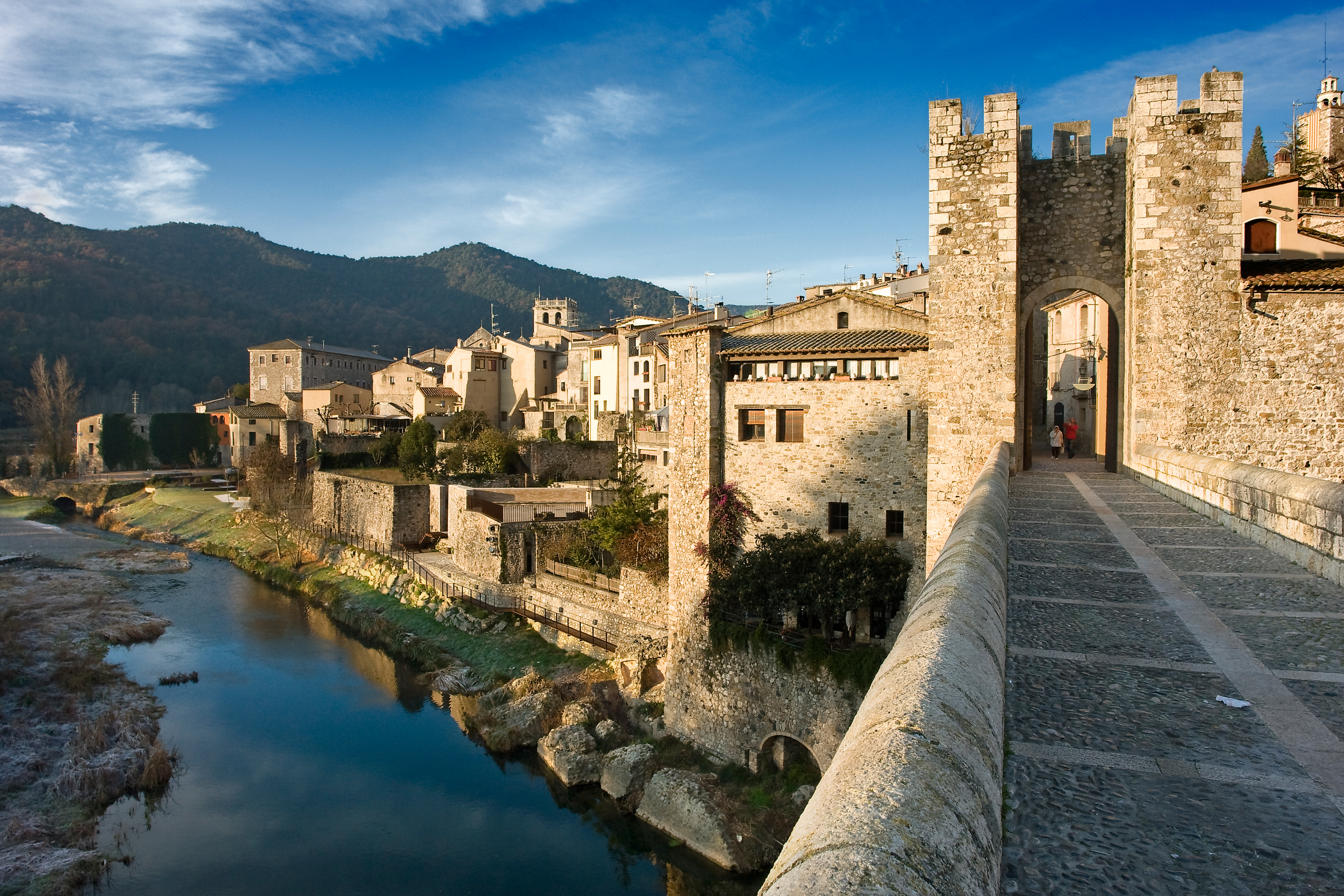
Vista de Besalú desde el puente.

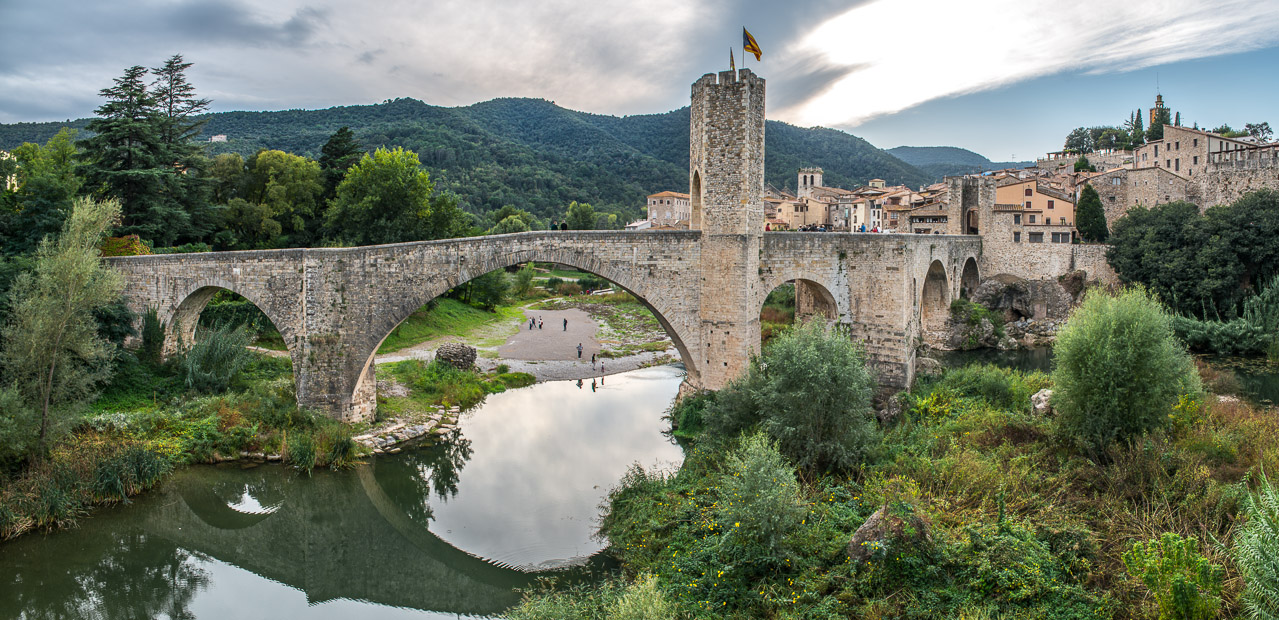
Vista del puente

El origen de la ciudad fue el castillo de Besalú que ya se encuentra documentado en el siglo X, construido encima de un cerro donde están los restos de la canónica de Santa María, en la Alta Edad Media. El trazado actual de la villa no responde fielmente a su estado original pero sí que posibilita a grandes rasgos la lectura de la urbanización de la Edad Media con la existencia de importantes edificios: el puente, los baños judíos, la iglesia del monasterio de San Pedro de Besalú y San Julián, antiguo hospital de peregrinos, la casa Cornellá, la iglesia de San Vicente y la sala gótica del Palacio de la Curia Real.
Besalú deja ver una estructura arquitectónica y urbanística bastante coherente con el pasado medieval. La importancia monumental de Besalú viene dada fundamentalmente por su gran valor de conjunto, por su unidad, que la determina como una de las muestras más importantes y singulares de los conjuntos medievales de Cataluña.
Miró I el Joven fue el primer conde independiente de Besalú. Besalú comenzó a adquirir importancia como capital de condado independiente después de la muerte de Wifredo el Velloso en el año 902, condición que perdió al morir Bernat III, yerno de Ramón Berenguer III, sin descendencia; como consecuencia, en 1111 el condado de Besalú pasó a la casa de Barcelona. 
En el siglo XIX, durante la Guerra de la Independencia, se produjo una batalla con victoria de las tropas españolas al mando de Juan Clarós. 
En 1966, fue declarada «Conjunto Histórico-Artístico Nacional» por su gran valor arquitectónico. Actualmente, Besalú está desarrollando un proyecto social y turístico importante, señalizando el centro histórico para destacar los atractivos turísticos de la población y haciendo excavaciones para investigar diferentes hallazgos arqueológicos.

## Demografía
Besalú cuenta con una población de 2583 habitantes (INE 2024).
| Gráfica de evolución demográfica de Besalú entre 1842 y 2021                                                        |
| |
| Población de derecho según los censos de población del INE Población de hecho según los censos de población del INE |

## Economía
A partir de mediados del siglo XX la agricultura dejó de ser la principal actividad a causa del crecimiento urbanístico y de la industrialización del término. Predominan los cultivos de cebada, maíz y heno.
En la actualidad, las principales fuentes de ingreso son la industria y el turismo. Muchas de las industrias se construyeron a partir de 1960 y destaca el textil, el metal y la explotación de canteras de yeso. El turismo y a su vez el sector terciario es una importante fuente de ingresos gracias a los monumentos históricos y algunas celebraciones anuales de interés cultural.

## Administración
| Periodo   | Nombre                         | Partido                                        |
| --------- | ------------------------------ | ---------------------------------------------- |
| 1979-1983 | Ricard Font Puigverd           | Independents per la Democracia i el Socialisme |
| 1983-1987 | Maria Roser Corominas Canadell | PSC                                            |
| 1987-1991 | Sebastià Pelachs Farcy         | Independents per Besalú                        |
| 1991-1995 | Joan Pelachs Rojals            | Unió Independent per Besalú                    |
| 1995-1999 | Lluís Guinó Subirós            | CiU                                            |
| 1999-2003 | Lluís Guinó Subirós            | CiU                                            |
| 2003-2007 | Lluís Guinó Subirós            | CiU                                            |
| 2007-2011 | Lluís Guinó Subirós            | CiU                                            |
| 2011-2015 | Lluís Guinó Subirós            | CiU                                            |
| 2015-2019 | Lluís Guinó Subirós            | CiU                                            |
| 2019-2023 | Lluís Guinó Subirós            | JxCat                                          |